# Estação Alemão
A Estação Alemão é uma das estações do Teleférico do Alemão, situada na cidade do Rio de Janeiro, entre a Estação Baiana e a Estação Itararé. É administrada pelo Consórcio Rio Teleféricos.
Foi inaugurada em 7 de julho de 2011, entretanto encontra-se fechada desde o dia 14 de outubro de 2016. Localiza-se no cruzamento da Estrada do Itararé com a Avenida Central, no Morro do Alemão. Atende o bairro do Complexo do Alemão, situado na Zona Norte da cidade.
É a estação intermediária mais movimentada do sistema pois mantém equipamentos urbanos importantes e fica na favela mais populosa do Complexo do Alemão, o Morro do Alemão. A estação conta com um Centro de Referência da Juventude (CRJ), uma agência do INSS e um posto dos Correios.
Enquanto em operação, a estação tinha patrocínio da Kibon, chamando-se Estação Alemão/Kibon.